# Adil Safar
Adil Ahmad Safar, arab. ‏عادل سفر‎ (ur. 11 lutego 1953 w Damaszku) – syryjski polityk, minister rolnictwa w latach 2003–2011, premier Syrii od 14 kwietnia 2011 do 26 czerwca 2012.

## Życiorys
W 1977 ukończył nauki rolnicze na Uniwersytecie Damasceńskim. W 1987 obronił doktorat z tej dziedziny na francuskiej uczelni Ecole Nationale de l'Agriculture et des Industries Alimentaires w Nancy.
W latach 1977–1978 pracował jako inżynier w Arabskim Centrum Studiów Stref Suchych i Ziem Wysuszonych (ACSAD, Arab Center for the Study of Arid Zones and Dry Lands). Od 1978 do 1981 był asystentem na Wydziale Rolnictwa Uniwersytetu Damasceńskiego, następnie wykładowcą na tym wydziale (1987–1992), dyrektorem (1992–1997) oraz dziekanem Wydziału Rolnictwa (1997–2000). Od 2002 do 2003 pełnił funkcję dyrektora ACSAD. 10 września 2003 objął stanowisko ministra rolnictwa w rządzie premiera Muhammada Nadżi al-Utriego. Zajmował je do czasu dymisji gabinetu 29 marca 2011.
3 kwietnia 2011 prezydent Baszszar al-Asad, w czasie trwania antyrządowych protestów, powierzył mu misję sformowania nowego gabinetu. Adil Safar zastąpił w ten sposób zdymisjonowanego 29 marca 2011 premiera al-Utriego. 14 kwietnia 2011 prezydent powołał nowy rząd. 23 czerwca 2012 prezydent al-Asad zdymisjonował rząd Safara.
6 czerwca 2012 prezydent al-Asad, w następstwie wyborów parlamentarnych z maja 2012, desygnował na stanowisko nowego premiera Rijada Hidżaba. Nowy rząd mianowany został 23 czerwca 2012 i składał się w większości z dotychczasowych ministrów. 26 czerwca 2012 został oficjalnie zaprzysiężony i rozpoczął urzędowanie.